# Тырын
Тырын (болг. Търън) — село в Болгарии. Находится в Смолянской области, входит в общину Смолян. Население составляет 641 человек.

## Политическая ситуация
В местном кметстве Тырын, в состав которого входит Тырын, должность кмета (старосты) исполняет Явор Севдалинов Говедаров (независимый) по результатам выборов правления кметства в 2007 году.